# تپه آغبلاغ
 تپه آغبلاغ مربوط به هزاره اول (پیش از میلاد) - دوره اسلامی قرن ۴ تا ۶ و ۶ تا ۸ ه.ق است و در شهرستان تکاب، بخش تخت سلیمان، دهستان چمن، روستای آغبلاغ علیا واقع شده است. این اثر در تاریخ ۳۰ دی ۱۳۸۵ با شمارهٔ ثبت ۱۶۷۵۶ به عنوان یکی از آثار ملی ایران به ثبت رسیده است.